# گلنیس هرناندز
گلنیس هرناندز (Glenhis Hernández؛ متولد ۷ اکتبر ۱۹۹۰ در هاوانا) یک تکواندوکار از کوبا است. وی در کلاس میان‌وزن در سال ۲۰۱۳ قهرمان جهان شد.

## بازیهای المپیک ۲۰۱۲
هرناندز در مسابقه مقدماتی خود در مقابل ویام دیسلام ۲–۱ پیروز شد. در مرحله یک چهارم نهایی مارینا کونیوا را با نتیجه ۴–۲ شکست داد. در مرحله نیمه نهایی جدول A در برابر آن-کارولین گراف ۴–۶ شکست خورد. هرناندز در مسابقه کسب مدال برنز B دوباره شکست خورد این بار در مقابل ماریا اسپینوزا با نتیجه ۲–۴.

## مسابقات جهانی ۲۰۱۳
هرناندز در مسابقات جهانی ۲۰۱۳ در پوئبلا با کسب مدال طلا به بالاترین امتیاز زندگی حرفه‌ای خود رسید. در مسابقه آخر او ۵–۱ حریف کره ای خود لی این جونگ را شکست داد.